# Мајка Тереза
Марија Тереза Бојаџију (рођена као Ањеза Гонџе Бојаџију (алб. Anjezë Gonxhe Bojaxhiu); Скопље, 26. август 1910 — Калкута, 5. септембар 1997), познатија као Мајка Тереза, била је албанска и индијска католичка монахиња и оснивач Мисионарки љубави. Рођена је у Скопљу, тада у саставу Османског царства, након чега се са 18 година преселила у Ирску а затим у Индију, где је провела остатак живота. Католичка црква ју је 4. септембра 2016. канонизовала за Свету Терезу од Калкуте. Годишњица њене смрти, 5. септембар, је њен празник.
Основала је верску конгрегацију Мисионаре љубави, која је до 2012. године имала преко 4.500 монахиња у 133 државе. Конгрегација управља домовима за људе који болују од сиде, лепре и туберкулозе. Конгрегација такође води народне кухиње, амбуланте, мобилне амбуланте, програме саветовања за децу и породице, као и сиротишта и школе. Чланови се заветују на чедност, сиромаштво и послушност.
Добитница је неколико признања, међу којима и Нобелова награда за мир. Била је контроверзна личност током свог живота и после смрти, као и предмет дивљења многих због добротворног рада, али критикована због својих ставова о побачају и контрацепцији, као и због лоших услова у кућама за оболеле. Њена ауторизована биографија, коју је написао Навин Чавла, објављена је 1992. године, а била је тема многих других радова. Дана 6. септембра 2017. године, Мајка Тереза и Свети Франсиско Хавијер су именовани за супокрове Римокатоличке надбискупије Калкуте.

## Биографија
Њен прадеда се доселио у првој половини 19. века из Призрена у Скопље. Родитељи, мајка Дронда и отац Никола су 26. августа 1910. године добили ћерку којој су дали име Гонџе (алб. Gonxhe (или Gonxha) — „ружин пупољак”, на турском језику). Крштена је дан касније, 27. августа што је она касније сматрала својим правим рођенданом. Отац јој је био апотекарски помоћник апотеке Садика Нузета, која је основана 1907. године. Отац јој је био укључен у политику албанске заједнице у Отоманској Северној Македонији. Имала је брата Лазара и сестру Агушу, са којом је певала у црквеном хору. После основне школе уписала је српску гимназију.
Агнеса је од малена била фасцинирана причама о животима мисионара и њиховој служби, а са 12 година је била убеђена да треба да се посвети религиозном начину живота.
Пресудан моменат у Гонџином животу била је смрт оца Николе који је умро 1919. године. Са две другарице 1928. године одлази у Даблин. Тамо одлази у опатију Лорето како би научила енглески језик, са намером да постане мисионарка. Тамо је радила као медицинска сестра, а затим, годину дана касније одлази у Индију, на доње Хималаје, где помаже лепрозним болесницима. Тада је добила име Мајка Тереза.
Тамо је научила бенгалски језик и предавала је у школи Свете Терезе, која је била у близини манастира где је боравила. Своје прве верске закллетве је положила 24. маја 1931. године и одабрала је да буде названа по Терези де Лисје, заштитници мисионара. Тамо је радила скоро двадесет година, а 1944. године је постављена на место директорке школе.
Током кризе познате као Бенгалска глад из 1943. године, када је снабдевање храном и житом у тада Британској Индији било прекинуто ратним дејствима, била једубоко потресена бедом и смрћу великог броја људи која је наступила током тог периода. Три године касније, 1946. године, након британског одласка из Индије избија муслиманско-хиндуистички грађански рат. Тад је чула позив своје унутрашње савести да би требала да служи сиромашне за Исуса. Тражила је и добила доволу да напусти школу како би се посветила хуманитарном раду.
Године 1950. Мајка Тереза оснива ред Мисионарке милосрђа, који је касније признат и налази се под папском контролом. Мисионарке милосрђа се посебно брину за умирућа лица, сиротињу и болесне. Обавезују се на несклапање брака, сиромаштво и послушност. Неколико месеци је провела у Патни да би добила основну медицинску обуку у болници Свете породице. 1952. године је отворила и свој први хоспис уз помоћ званичника из Калкуте и претворила је напуштен хиндуистички храм у дом за умируће и назвала га Дом чистог срца. Људи доведени у домове су добијали медицинску помоћ и могућност да умру достојанствено у складу са својом вером. Муслиманима је читан Куран, хиндуисти су добијали воду из Ганга, а католици су добијали последње помазање. Касније њен мисионарски ред отвара још клиника широм Калкуте где су лечени пацијенти који су имали лепру. 1955. године отварају и прво сиротиште као уточиште за сирочад и младе бескућнике.
Каснијих година је њихов рад постао примећен и ван граница Индије што је доносило нове донације и волонтере, па је ред шездесетих година почео да отвара хосписе и сиротишта широм Индије. Мајка Тереза тад проширује ред у иностранство, па 1965. године отвара хоспис у Венецуели са пет сестара. Касније су уследили и хосписи у Риму, Танзанији и Аустрији.
Како су Мисионарке милосрђа расле под њеним вођством, оне су прошириле свој ред и у друге земље. Ред има 3.000 сестара и 500 браће у око 100 земаља света у преко 500 мисија. До 1970-их Мајка Тереза је постала позната у свету као хуманитарац и заступник сиромашних и беспомоћних, делимично захваљујући документарном филму и књизи Нешто лепо за Бога Малколма Магериџа.
Отац јој је Цинцар, а мајка Албанка. Мајка Тереза се изјашњавала да је „по крви” Албанка, по држављанству Индијка, а по вери римокатолик. Папа Јован Павле II ју је беатификовао и дао јој титулу Блажена Тереза од Калкуте.
Мајка Тереза је имала срчани удар у Риму 1983. године док је била у посети папи Јовану Павлу, а после другог срчаног удара у 1989. години уградили су јој пејсмекер. У априлу 1996. године је пала и сломила кључну кост, а четири месеца касније је добила и маларију и срчани застој. Према записима надбискупа Калкуте када је први пут била хоспитализована са срчаним проблемима, уз њен пристанак, над њом је извршен егзорцизам, јер је црква мислила да је можда запосео ђаво.
Умрла је 5. септембра 1997. године. Имала је државну сахрану од индијске владе у знак захвалности за служење сиромашнима свих религија у земљи. Беседу је одржао кардинал и државни секретар Анђело Содано, папин представник. Поводом смрти на месту родне куће у Скопљу је 1997. откривена спомен плоча у коју је урезана њена чувена изрека: „Свет није гладан само хлеба, него још више љубави”.
У знак сећања на 100-годишњицу њеног рођења влада Индије је 28. августа 2010. године издала и посебан новчић од 5 индијских рупија, количину новца коју је Мајка Тереза имала када је стигла у Индију.

## Нобелова награда
Године 1979. Мајка Тереза је добила Нобелову награду за мир, као заслугу за њен рад који је предузет у борби за превазилажење сиромаштва и невоље, који такође представљају претњу миру. Одбила је конвенционални церемонијални банкет за лауреате, тражеци да се трошак организације тога који износи 192.000 долара додели сиромашнима у Индији, образложивши своју одлуку тиме да су земаљске награде важне само ако јој помажу да она помогне сиромашнима у свету.

## Критике
Бројни појединци, владе и организације величале су Мајку Терезу; ипак њено дело се суочава и са бројним критикама. Критике укључују и оптужбе различитих појединаца, организација и група као што су нпр. Кристофер Хиченс, Мајкл Паренти, Аруп Чатерџи, индијска организација Вишва Хинду Паришад, протестујући против прозелитизма њене делатности укључујући и снажни став против абортуса, вера у духовну оправданост сиромаштва и наметљиво покрштавање оних који су на самрти. Медицински часописи су је такође критиковали због стандарда медицинске неге у њеним хосписима и болницама, изражавајући забринутост због начина којим су била трошена донирана новчана средства.
Крајем живота је Мајку Терезу у Западним медијима поред признања дочекала и критика. Новинар Кристофер Хиченс био је један од њених најактивнијих критичара. Он је био овлашћен да буде коаутор и наратор документарца о Мајки Терези — Анђео пакла припремљеног за британски ТВ канал Channel 4. Хиченс је проширио своје критике у књизи Мисионарска поза која је била издата 1995. године.
Индијски лекар Чатерџи пише да је за време живота, Мајка Тереза и њени званични биографи одбили сарадњу с његовим истраживањима и да самим тим није успела да демантује критике у западној штампи. Као примере наводи извештаје Гардијана у Британији чији „уверљив и врло детаљан” напад на стања њених сиротишта ... [укључује] оптужбе озбиљног запостављања као и физичке и емоционалне злоупотребе, и други документарац Мајка Тереза: Време за промену? емитованог у неколико европских земаља.
Немачки часопис Штерн објавио је критички чланак поводом прве годишњице смрти Мајке Терезе. Чланак између осталога садржи тврдње у вези са нетранспарентним финансијским пословима и трошењем донација. Медицинска штампа такође је објавила критике о њој које произлазе из погрешне поделе приоритета и потреба који су пацијенти имали. Даље критике долазе од Тарика Алија, члана уредништва Њу Лефт Ривјуа, као и критике ирског истражног новинара Доналда Макинтајера.